# Rapazinho-estriado-do-leste
Rapazinho-estriado-do-leste (nome científico: Nystalus torridus) é uma espécie de ave galbuliforme endêmica do Brasil. Na natureza, pode ser encontrada na Amazônia brasileira. É às vezes designado como uma subespécie de Rapazinho-estriado (Nystalus torridus), recebendo a nomenclatura Nystalus striolatus torridus.